# Francis Xavier Kriengsak Kovitvanit

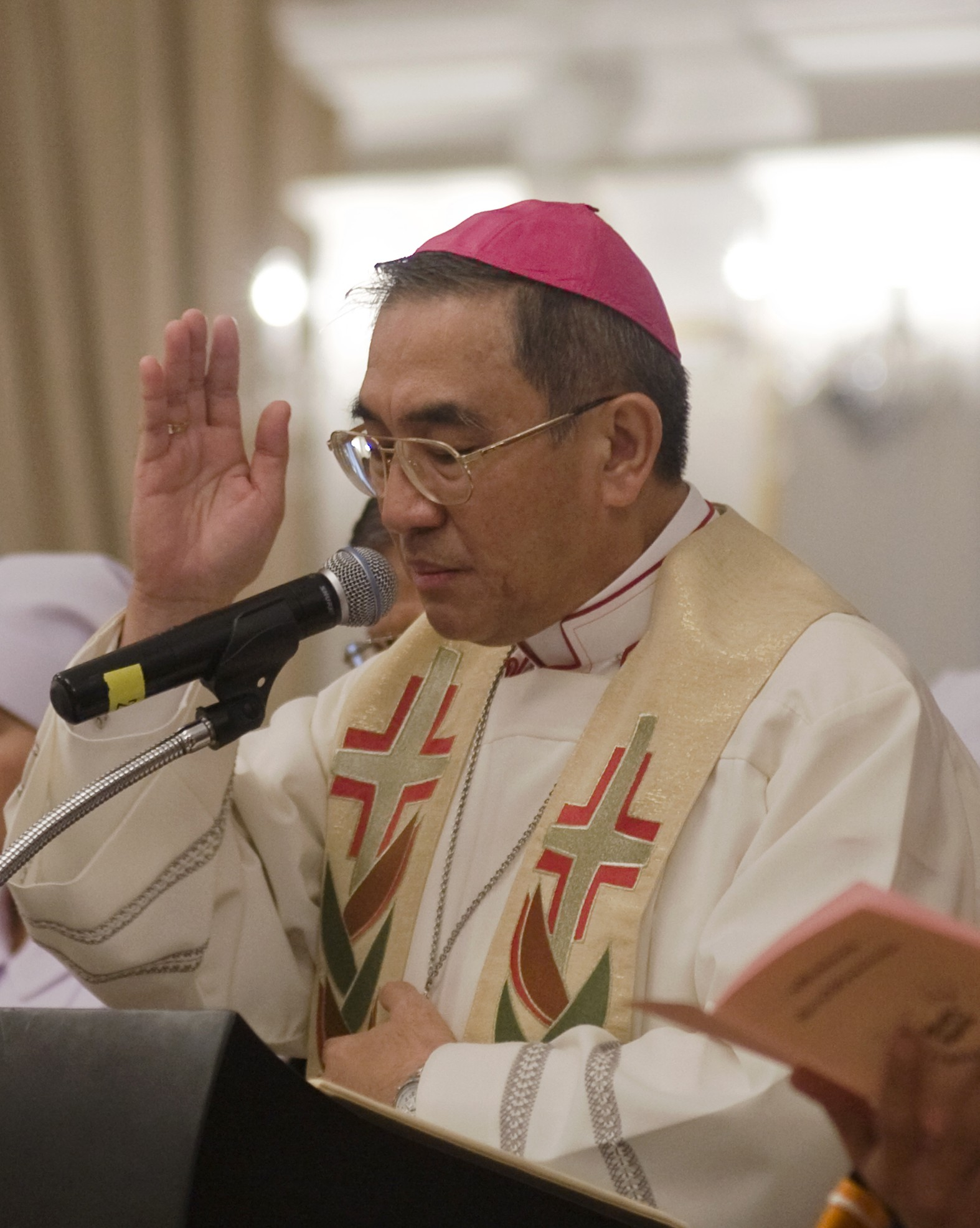
Erzbischof Kovitvanit, 2010

Kardinalswappen

Francis Xavier Kriengsak Kardinal Kovitvanit (Thai: ฟรังซิสเซเวียร์ เกรียงศักดิ์ โกวิทวาณิช; * 27. Juni 1949 in Bang Rak, Thailand) ist ein thailändischer Geistlicher und emeritierter römisch-katholischer Erzbischof von Bangkok.

## Leben
Francis Xavier Kriengsak Kovitvanit besuchte das Priesterseminar San Giuseppe in Sam Phran. Anschließend wurde er zur Fortsetzung seiner Studien nach Rom entsandt. Kovitvanit studierte von 1970 bis 1976 Katholische Theologie und Philosophie an der Päpstlichen Universität Urbaniana. Am 11. Juli 1976 empfing er durch den Erzbischof von Bangkok, Michael Michai Kitbunchu, das Sakrament der Priesterweihe.
Kovitvanit wurde 1976 Pfarrvikar der Pfarrei Nativity of Mary in Ban Paen. Von 1977 bis 1979 war er Pfarrvikar der Pfarrei Epiphany Church in Ko Lanta Yai. Francis Kovitvanit war von 1979 bis 1981 Subregens des Priesterseminars San Giuseppe in Sam Phran. 1981 wurde er für weiterführende Studien nach Rom an die Päpstliche Universität Gregoriana entsandt. Von 1983 bis 1989 war Kovitvanit Regens des Priesterseminars Holy Family in Nakhon Ratchasima. Francis Kovitvanit wurde 1989 Untersekretär der Thailändischen Bischofskonferenz. Von 1992 bis 2000 war er Regens des nationalen Priesterseminars Lux Mundi in Sam Phran. Kovitvanit wurde 2000 Pfarrer der Pfarrei Our Lady of Lourdes in Thap Yao. Seit 2001 war er zudem außerordentlicher Dozent am Priesterseminar in Sam Phran. 2003 wurde Francis Kovitvanit Pfarrer an der Kathedrale in Bangkok und Sekretär des Priesterrates des Erzbistums Bangkok.
Am 7. März 2007 ernannte ihn Papst Benedikt XVI. zum Bischof von Nakhon Sawan. Die Bischofsweihe spendete ihm der Erzbischof von Bangkok, Michael Michai Kardinal Kitbunchu, am 2. Juni 2007; Mitkonsekratoren waren der Apostolische Nuntius in Thailand, Erzbischof Salvatore Pennacchio, und der emeritierte Bischof von Nakhon Sawan, Joseph Banchong Aribarg. Francis Xavier Kriengsak Kovitvanit wählte sich den Wahlspruch “Deus caritas est” (1 Joh 4,8b , deutsch: „Gott ist Liebe“). Am 14. Mai 2009 ernannte ihn Papst Benedikt XVI. zum Erzbischof von Bangkok. Die Amtseinführung fand am 16. August 2009 statt. Ebenfalls 2009 wurde Kovitvanit Vizepräsident der Thailändischen Bischofskonferenz.
Zudem berief ihn Benedikt XVI. am 5. Januar 2010 zum Mitglied des Päpstlichen Rates für die sozialen Kommunikationsmittel.
Im feierlichen Konsistorium vom 14. Februar 2015 wurde Kovitvanit von Papst Franziskus als Kardinalpriester mit der Titelkirche Santa Maria Addolorata in das Kardinalskollegium aufgenommen. Im selben Jahr wurde er Präsident der Thailändischen Bischofskonferenz, was er bis zu seiner Emeritierung im Jahr 2024 blieb.
Am 27. Juni 2024, seinem 75. Geburtstag, nahm Papst Franziskus seinen altersbedingten Rücktritt an und ernannte Francis Xavier Vira Arpondratana zum Apostolischen Administrator. Nach dem Tod von Papst Franziskus nahm Kardinal Kovitvanit am Konklave 2025 teil, das Leo XIV. wählte.

## Mitgliedschaften
Kardinal Kovitvanit ist bzw. war Mitglied folgender Dikasterien der Römischen Kurie:
- Kongregation für die Evangelisierung der Völker (ab 2015)[7]
- Päpstlicher Rat für die sozialen Kommunikationsmittel (2015–2016)[7]